# ..Cuz A D.U. Party Don’t Stop!!
..Cuz A D.U. Party Don’t Stop!! – siódmy album studyjny grupy, wydany przez Digital Underground. Album został wydany w dniu 20 maja 2008 roku., dziesięć lat po szóstej płycie grupy, Who Got The Gravy?. Krążek został wydany zaledwie dwa miesiące po rozwiązaniu grupy.

## Lista utworów
Opracowano na podstawie źródła
1. "Eat Boiled Peanutz"- 1:29
2. "Who's Bumpin'"- 5:26
3. "Cali Boogie"- 3:15
4. "Lettuce in the Club"- 3:22
5. "More Manure"- 3:48
6. "Blue Skyy"- 4:52
7. "Hoo's Hoo"- 1:36
8. "Meeheadsoon"- 3:23
9. "Soundcheckin'"- 1:12
10. "Step Up"- 3:47
11. "Thuglife Party"- 1:52
12. "Family Freestyles"- 5:20
13. "Channel Surfin'"- 1:17
14. "All About You"- 2:44
15. "Children of the Sun"- 3:50
16. "Four One Four"- 4:14
17. "Everything Ya Done 4 Me"- 3:39
18. "Sex Packets Unplugged"- 4:04